# Cementownia Odra
Die Cementownia "ODRA" S.A. ist eine polnische Zementfabrik in Opole.

## Geschichte

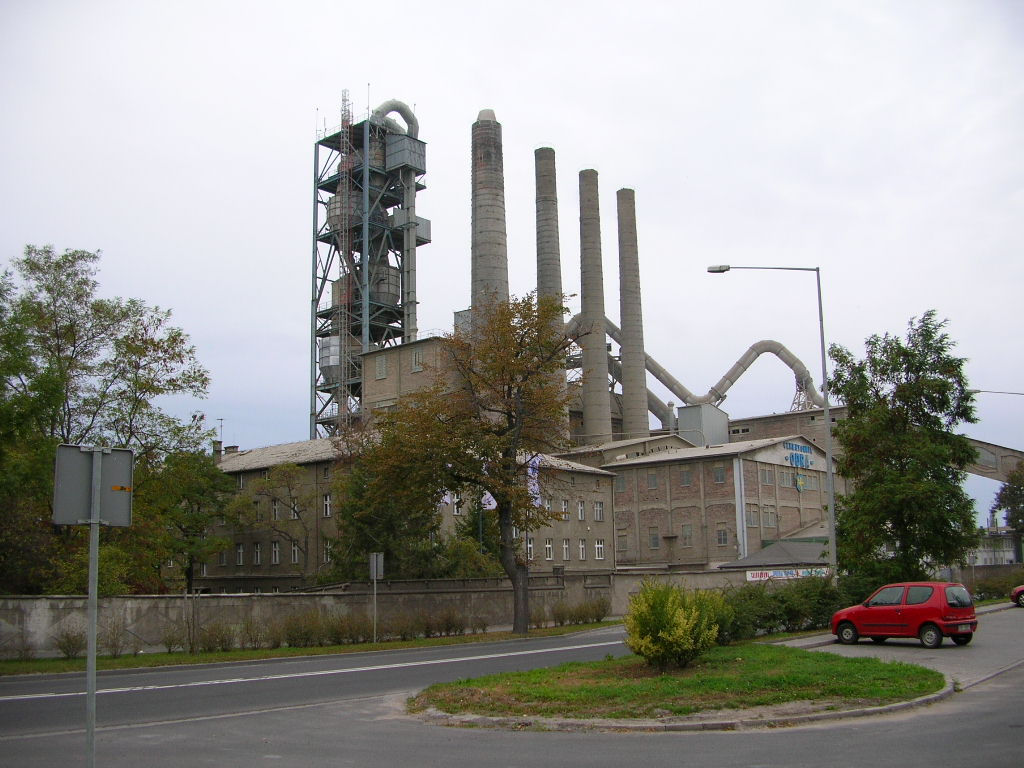
Zementfabrik ODRA

Die Stadt Oppeln Portlandzementfabrik wurde 1906 verkehrsgünstig an einem Kalksteinbruch und nahe dem Hafen von Sakrau gegründet. Das Grundkapital der Aktiengesellschaft, die 1913 einen Ertrag in Höhe von 480.000 Reichsmark vorweisen konnte, lag damals bei 2.000.000 Reichsmark. Nach der Zerstörung im Zweiten Weltkrieg erfolgte der Wiederaufbau der Fabrik, der bis zur Wiederaufnahme der Produktion mit neuen Anlagen und Geräten aus der Tschechoslowakei im Jahre 1951 andauerte. Der hohe Bedarf an Zement in der Zeit des Wiederaufbaus vieler im Krieg zerstörter Städte bescherte der Fabrik ein hohes Produktionsaufkommen. Im Zuge eines Privatisierungsprogramms wurde die Zementfabrik ODRA 1993 an die Dortmunder Miebach Projektgesellschaft mbH verkauft. Eine grundlegende Modernisierung im Jahre 1999 brachte u. a. die Umstellung der Klinkerproduktion vom Nass- zum Trockenverfahren und den Einbau moderner und umweltfreundlicher Anlagen mit sich.